# Бджолоїдка чорна
Бджолоїдка чорна (Merops gularis) — вид сиворакшоподібних птахів родини бджолоїдкових (Meropidae).

## Поширення
Вид поширений в тропічних лісах Західної і Центральної Африки від Сьєрра-Леоне до Уганди і на південь до Анголи.

## Опис
Довжина тіла птаха близько 20 см. Забарвлення переважно чорне. Горло, первинні криючі крил та нижня частина хвоста червоні. Черево, плями на грудях та брови на очима яскраво-блакитного кольору.

## Спосіб життя
Трапляється поодинці або парами. Живиться комахами, на яких полює із засідки на високому дереві.

## Підвиди
- M. g. gularis Shaw, 1798 — західна частина ареалу;
- M. g. australis (Reichenow, 1885) — східна частина.